# Fußballclub Basel 1893 2021-2022
Questa voce raccoglie le informazioni riguardanti il Fußballclub Basel 1893 nelle competizioni ufficiali della stagione 2021-2022.

## Stagione
Nella stagione 2021-2022 il Basilea, allenato da Patrick Rahmen e Guillermo Abascal, concluse il campionato di Super League al 2º posto. In Coppa Svizzera il Basilea fu eliminato agli ottavi di finale dall'Étoile Carouge. In Europa Conference League il Basilea fu eliminato agli ottavi di finale dall' Olympique Marsiglia.

## Rosa
| N. |                         | Ruolo | Calciatore           |
| -- | ----------------------- | ----- | -------------------- |
| 1  | Austria (bandiera)      | P     | Heinz Lindner        |
| 3  | Germania (bandiera)     | D     | Noah Katterbach      |
| 5  | Svizzera (bandiera)     | D     | Michael Lang         |
| 6  | Burkina Faso (bandiera) | D     | Nasser Djiga         |
| 7  | Svizzera (bandiera)     | C     | Pajtim Kasami        |
| 9  | Italia (bandiera)       | A     | Sebastiano Esposito  |
| 11 | Ungheria (bandiera)     | A     | Ádám Szalai          |
| 13 | Serbia (bandiera)       | P     | Đorđe Nikolić        |
| 14 | Svizzera (bandiera)     | C     | Valentin Stocker     |
| 15 | Serbia (bandiera)       | D     | Strahinja Pavlović   |
| 17 | Canada (bandiera)       | A     | Liam Millar          |
| 18 | Ghana (bandiera)        | C     | Emmanuel Essiam      |
| 19 | Svizzera (bandiera)     | C     | Darian Males         |
| 20 | Svizzera (bandiera)     | C     | Fabian Frei          |
| 21 | Francia (bandiera)      | D     | Andy Pelmard         |
| 22 | Spagna (bandiera)       | D     | Sergio López Galache |

| N. |                        | Ruolo | Calciatore        |
| -- | ---------------------- | ----- | ----------------- |
| 23 | Paesi Bassi (bandiera) | C     | Wouter Burger     |
| 27 | Svizzera (bandiera)    | A     | Dan Ndoye         |
| 28 | Italia (bandiera)      | D     | Raoul Petretta    |
| 30 | Portogallo (bandiera)  | D     | Tomás Tavares     |
| 32 | Svizzera (bandiera)    | A     | Andrin Hunziker   |
| 34 | Albania (bandiera)     | C     | Taulant Xhaka     |
| 35 | Argentina (bandiera)   | C     | Matías Palacios   |
| 38 | Svizzera (bandiera)    | A     | Lirik Vishi       |
| 40 | Svizzera (bandiera)    | C     | Liam Chipperfield |
| 44 | Svizzera (bandiera)    | P     | Tim Spycher       |
| 46 | Germania (bandiera)    | P     | Felix Gebhardt    |
| 72 | Italia (bandiera)      | D     | Andrea Padula     |
| 76 | Svizzera (bandiera)    | D     | Albian Hajdari    |
| 96 | Portogallo (bandiera)  | A     | Joelson Fernandes |
| 99 | Russia (bandiera)      | A     | Fëdor Čalov       |

## Organigramma societario
Area tecnica
- Allenatore: Patrick Rahmen, Guillermo Abascal
- Allenatore in seconda:
- Preparatore dei portieri:
- Preparatori atletici:

## Calciomercato

### Sessione estiva
| Acquisti | Acquisti             | Acquisti            | Acquisti |
| R.       | Nome                 | da                  | Modalità |
| -------- | -------------------- | ------------------- | -------- |
| C        | Wouter Burger        | Feyenoord           |          |
| A        | Joelson Fernandes    | Sporting Lisbona    |          |
| A        | Dan Ndoye            | Nizza               |          |
| D        | Tomás Tavares        | Benfica             |          |
| D        | Andy Pelmard         | Nizza               |          |
| D        | Michael Lang         | Borussia M'gladbach |          |
| A        | Sebastiano Esposito  | Inter               |          |
| A        | Liam Millar          | Charlton            |          |
| C        | Jordi Quintillà      | San Gallo           |          |
| D        | Sergio López Galache | Real M. Castilla    |          |
| P        | Tim Spycher          | Basilea U18         |          |
| A        | Tician Tushi         | Wil                 |          |

| Cessioni | Cessioni                       | Cessioni     | Cessioni |
| R.       | Nome                           | a            | Modalità |
| -------- | ------------------------------ | ------------ | -------- |
| A        | Kaly Sène                      | Grasshoppers |          |
| A        | Ricky van Wolfswinkel          | Twente       |          |
| C        | Orges Bunjaku                  | Grenoble     |          |
| C        | Yannick Marchand               | Grenoble     |          |
| D        | Albian Hajdari                 | Juventus U19 |          |
| D        | Silvan Widmer                  | Magonza      |          |
| C        | Amir Abrashi                   | Grasshoppers |          |
| D        | Elis Isufi                     | Kriens       |          |
| D        | Jorge Marco de Oliveira Moraes | Monaco       |          |
| A        | Aldo Kalulu                    | Sochaux      |          |
| D        | Timm Klose                     | Norwich City |          |
| A        | Darian Males                   | Inter        |          |
| P        | Jozef Pukaj                    | Winterthur   |          |
| D        | Jasper van der Werff           | Paderborn    |          |
| A        | Julian von Moos                | Vitesse      |          |
| C        | Luca Zuffi                     | Sion         |          |

### Sessione invernale
| Acquisti | Acquisti           | Acquisti     | Acquisti |
| R.       | Nome               | da           | Modalità |
| -------- | ------------------ | ------------ | -------- |
| D        | Strahinja Pavlović | Monaco       |          |
| A        | Ádám Szalai        | Magonza      |          |
| A        | Fëdor Čalov        | CSKA Mosca   |          |
| D        | Noah Katterbach    | Colonia      |          |
| D        | Albian Hajdari     | Juventus U19 |          |
| C        | Yannick Marchand   | Grenoble     |          |

| Cessioni | Cessioni           | Cessioni       | Cessioni |
| R.       | Nome               | a              | Modalità |
| -------- | ------------------ | -------------- | -------- |
| A        | Arthur Cabral      | Fiorentina     |          |
| D        | Eray Cömert        | Valencia       |          |
| C        | Jordi Quintillà    | San Gallo      |          |
| A        | Carmine Chiappetta | Winterthur     |          |
| D        | Gonçalo Cardoso    | Betis B        |          |
| A        | Edon Zhegrova      | Lilla          |          |
| A        | Afimico Pululu     | Greuther Fürth |          |
| A        | Tician Tushi       | Winterthur     |          |
| C        | Adrian Durrer      | Lugano         |          |

## Risultati

### Super League

#### Prima fase, girone di andata
| Arbitro: | Fähndrich |

|  |           |                                 |
|  | Marcatori | 54’ (aut.) Campana 70’ Esposito |

| Arbitro: | San |

|                                                                     |           |                        |
| Kasami 4’ López 15’ Cömert 21’ Esposito 42’ Cabral 44’ Zhegrova 55’ | Marcatori | 89’ (rig.) Stojilković |

| Arbitro: | Piccolo |

|                                                      |           |          |
| Cabral 19’, 45’ (rig.), 50’, 63’ Esposito 60’ (rig.) | Marcatori | 74’ Kyei |

| Arbitro: | San |

|                      |           |                        |
| Mahou 9’ Amdouni 69’ | Marcatori | 45’ (rig.), 59’ Cabral |

| Arbitro: | Schärer |

|              |           |                |
| Esposito 52’ | Marcatori | 20’ Siebatcheu |

| Arbitro: | Fähndrich |

|              |           |            |
| Abubakar 59’ | Marcatori | 28’ Cabral |

| Arbitro: | Schärer |

|  |           |                 |
|  | Marcatori | 15’, 86’ Cabral |

| Arbitro: | Schnyder |

|                                 |           |                       |
| Millar 34’ Ndoye 73’ Cabral 82’ | Marcatori | 79’ (rig.) Marchesano |

| Arbitro: | Dudic |

|             |           |              |
| Stocker 68’ | Marcatori | 78’ Wehrmann |

#### Prima fase, girone di ritorno
| Arbitro: | Cibelli |

|  |           |              |
|  | Marcatori | 90’ Zhegrova |

| Arbitro: | Dudic |

|                     |           |  |
| Frei 10’ Cabral 32’ | Marcatori |  |

| Arbitro: | Fähndrich |

|                                              |           |                                 |
| Boranijašević 47’ Frei 53’ (aut.) Ceesay 90’ | Marcatori | 29’ Cabral 48’ Ndoye 63’ Millar |

| Arbitro: | Schnyder |

|  |           |           |
|  | Marcatori | 87’ Youan |

| Arbitro: | San |

|          |           |            |
| Elia 20’ | Marcatori | 37’ Millar |

| Arbitro: | Schärer |

|           |           |                                     |
| Čumić 90’ | Marcatori | 3’ Cabral 49’ Petretta 58’ Palacios |

| Arbitro: | Jaccottet |

|            |           |                        |
| Kasami 90’ | Marcatori | 90’ (rig.) Kukuruzović |

| Arbitro: | Schärer |

|                           |           |                      |
| Stevanović 17’ Cognat 47’ | Marcatori | 37’ López 84’ Millar |

| Arbitro: | Bieri |

|                        |           |                      |
| Stocker 45’ Kasami 90’ | Marcatori | 53’ Kawabe 86’ Pušić |

#### Seconda fase, girone di andata
| Arbitro: | Fähndrich |

|  |           |                                |
|  | Marcatori | 49’ (rig.), 90’ Frei 86’ Males |

| Arbitro: | Piccolo |

|                                  |           |                                     |
| Stocker 23’ Ndoye 35’ Millar 69’ | Marcatori | 11’ Itaitinga 56’, 83’ (rig.) Grgić |

| Arbitro: | Schnyder |

|                                        |           |          |
| Sierro 39’ Ngamaleu 69’ Siebatcheu 71’ | Marcatori | 22’ Lang |

| Arbitro: | Dudic |

|                                    |           |  |
| Lang 51’ Szalai 66’ Katterbach 89’ | Marcatori |  |

| Arbitro: | Fähndrich |

|                                                              |           |                      |
| Marchesano 8’ (rig.) Kramer 16’ Gnonto 78’ Boranijašević 90’ | Marcatori | 38’ Stocker 90’ Lang |

| Arbitro: | San |

|                |           |                          |
| Čalov 56’, 83’ | Marcatori | 20’ Guillemenot 22’ Duah |

| Arbitro: | Horisberger |

|  |           |                    |
|  | Marcatori | 9’ Čalov 90’ Males |

| Arbitro: | Bieri |

|                             |           |  |
| Chipperfield 69’ Szalai 88’ | Marcatori |  |

| Arbitro: | Schnyder |

|                     |           |                                     |
| Sène 24’ Kawabe 38’ | Marcatori | 16’ Millar 44’ Lang 52’, 79’ Szalai |

#### Seconda fase, girone di ritorno
| Arbitro: | San |

|                        |           |                         |
| Xhaka 41’ Esposito 72’ | Marcatori | 61’ Fernandes 78’ Kanga |

| Arbitro: | Schnyder |

|                          |           |                                |
| Duah 20’ Guillemenot 65’ | Marcatori | 29’ (aut.) Stergiou 67’ Millar |

| Sion 18 aprile 2022, ore 16:30 CEST 30ª giornata | Sion        | 0 – 0 referto | Basilea | Stade Tourbillon (9 800 spett.)\| Arbitro: \| Horisberger \| |
| Arbitro:                                         | Horisberger |               |         |                                                              |

| Arbitro: | Cibelli |

|                           |           |  |
| Stocker 3’, 73’ Čalov 87’ | Marcatori |  |

| Arbitro: | San |

|  |           |                              |
|  | Marcatori | 40’ Ceesay 45’ Boranijašević |

| Losanna 8 maggio 2022, ore 16:30 CEST 33ª giornata | Losanna | 0 – 0 referto | Basilea | Stadio della Tuilière (3 680 spett.)\| Arbitro: \| Tschudi \| |
| Arbitro:                                           | Tschudi |               |         |                                                               |

| Arbitro: | Horisberger |

|              |           |             |
| Esposito 84’ | Marcatori | 51’ Riascos |

| Ginevra 19 maggio 2022, ore 20:30 CEST 35ª giornata | Servette | 0 – 0 referto | Basilea | Stade de Genève (5 802 spett.)\| Arbitro: \| Tschudi \| |
| Arbitro:                                            | Tschudi  |               |         |                                                         |

| Arbitro: | Cibelli |

|                     |           |            |
| Males 6’ Kasami 71’ | Marcatori | 27’ Amoura |

### Coppa Svizzera
| Arbitro: | von Mandach |

|  |           |                                                                                      |
|  | Marcatori | 20’, 62’ Tushi 37’ Petretta 41’ (rig.) Palacios 53’ Males 55’ Sène 57’ (aut.) Priore |

| Arbitro: | Thies |

|  |           |                                   |
|  | Marcatori | 36’ Millar 62’ Xhaka 79’ Palacios |

| Arbitro: | Wolfensberger |

|             |           |  |
| Kursner 52’ | Marcatori |  |

### Europa Conference League

#### Fase di qualificazione
| Arbitro: | Higler |

|                             |           |  |
| Stocker 43’, 80’ Cabral 52’ | Marcatori |  |

| Arbitro: | Diamantopoulos |

|  |           |                        |
|  | Marcatori | 39’ Stocker 50’ Cabral |

| Arbitro: | Brisard |

|             |           |                      |
| Croizet 40’ | Marcatori | 55’ Cabral 74’ Males |

| Arbitro: | Frid |

|                                               |           |  |
| Males 21’ Stocker 45’ Cabral 70’ Petretta 90’ | Marcatori |  |

| Arbitro: | Ivanov |

|                             |           |             |
| Cabral 30’, 86’, 90’ (rig.) | Marcatori | 71’ Khalili |

| Arbitro: | Madden |

|                                        |                      |                                   |
| Selmani 48’ Fjóluson 53’ Ouattara 101’ | Marcatori            | 109’ (rig.) Cabral                |
| Bojanić Paulinho Accam Fenger Sandberg | Tiri di rigore 3 – 4 | Cömert Frei Pelmard Pululu Cabral |

#### Fase a gironi
| Baku 16 settembre 2021, ore 18:45 CEST 1ª giornata | Qarabağ    | 0 – 0 referto | Basilea | Stadio Tofiq Bəhramov (17 586 spett.)\| Arbitro: \| Lambrechts \| |
| Arbitro:                                           | Lambrechts |               |         |                                                                   |

| Arbitro: | Attwell |

|                                    |           |                            |
| Cabral 15’ Lang 21’, 39’ Ndoye 49’ | Marcatori | 65’ Kanté 69’ (rig.) Alves |

| Arbitro: | Frappart |

|                                           |           |                  |
| Millar 19’ Cabral 41’ (rig.) Zhegrova 88’ | Marcatori | 27’ (rig.) Gómez |

| Arbitro: | Meshkov |

|             |           |            |
| Kakouli 16’ | Marcatori | 57’ Millar |

| Arbitro: | Kikacheishvili |

|                           |           |                                           |
| Love 23’ Hovhannisyan 56’ | Marcatori | 45’ (rig.) Cabral 69’ Zhegrova 72’ Kasami |

| Arbitro: | Jović |

|                            |           |  |
| Cabral 33’, 74’ Kasami 62’ | Marcatori |  |

#### Fase a eliminazione diretta
| Arbitro: | Peljto |

|                       |           |              |
| Milik 19’ (rig.), 68’ | Marcatori | 79’ Esposito |

| Arbitro: | Dias |

|           |           |                       |
| Ndoye 62’ | Marcatori | 74’ Ünder 90’ Rongier |

## Statistiche

### Statistiche di squadra
| Competizione             | Punti | In casa | In casa | In casa | In casa | In casa | In casa | In trasferta | In trasferta | In trasferta | In trasferta | In trasferta | In trasferta | Totale | Totale | Totale | Totale | Totale | Totale | DR  |
| Competizione             | Punti | G       | V       | N       | P       | Gf      | Gs      | G            | V            | N            | P            | Gf           | Gs           | G      | V      | N      | P      | Gf     | Gs     | DR  |
| ------------------------ | ----- | ------- | ------- | ------- | ------- | ------- | ------- | ------------ | ------------ | ------------ | ------------ | ------------ | ------------ | ------ | ------ | ------ | ------ | ------ | ------ | --- |
| Super League             | 62    | 18      | 8       | 8       | 2       | 39      | 20      | 18           | 7            | 9            | 2            | 31           | 21           | 36     | 15     | 17     | 4      | 70     | 41     | +29 |
| Coppa Svizzera           | -     | 0       | 0       | 0       | 0       | 0       | 0       | 3            | 2            | 0            | 1            | 10           | 1            | 3      | 2      | 0      | 1      | 10     | 1      | +9  |
| Europa Conference League | -     | 7       | 6       | 0       | 1       | 21      | 6       | 7            | 3            | 2            | 2            | 10           | 9            | 14     | 9      | 2      | 3      | 31     | 15     | +16 |
| Totale                   | 62    | 25      | 14      | 8       | 3       | 60      | 26      | 28           | 12           | 11           | 5            | 51           | 31           | 53     | 26     | 19     | 8      | 111    | 57     | +54 |

### Andamento in campionato
| Giornata  | 1 | 2 | 3 | 4 | 5 | 6 | 7 | 8 | 9 | 10 | 11 | 12 | 13 | 14 | 15 | 16 | 17 | 18 | 19 | 20 | 21 | 22 | 23 | 24 | 25 | 26 | 27 | 28 | 29 | 30 | 31 | 32 | 33 | 34 | 35 | 36 |
| --------- | - | - | - | - | - | - | - | - | - | -- | -- | -- | -- | -- | -- | -- | -- | -- | -- | -- | -- | -- | -- | -- | -- | -- | -- | -- | -- | -- | -- | -- | -- | -- | -- | -- |
| Luogo     | T | C | C | T | C | T | T | C | C | T  | C  | T  | C  | T  | T  | C  | T  | C  | T  | C  | T  | C  | T  | C  | T  | C  | T  | C  | T  | T  | C  | C  | T  | C  | T  | C  |
| Risultato | V | V | V | N | N | N | V | V | N | V  | V  | N  | P  | N  | V  | N  | N  | N  | V  | N  | P  | V  | P  | N  | V  | V  | V  | N  | N  | N  | V  | P  | N  | N  | N  | V  |
| Posizione | 1 | 1 | 1 | 2 | 2 | 2 | 1 | 1 | 2 | 1  | 1  | 1  | 1  | 2  | 2  | 2  | 2  | 2  | 2  | 2  | 3  | 3  | 3  | 3  | 3  | 2  | 2  | 2  | 2  | 2  | 2  | 2  | 2  | 2  | 2  | 2  |

Legenda:

Luogo: C = Casa; T = Trasferta. Risultato: V = Vittoria; N = Pareggio; P = Sconfitta.

### Statistiche dei giocatori
| Giocatore        | Super League | Super League | Super League | Super League | Coppa Svizzera | Coppa Svizzera | Coppa Svizzera | Coppa Svizzera | Totale   | Totale | Totale      | Totale     |
| Giocatore        | Presenze     | Reti         | Ammonizioni  | Espulsioni   | Presenze       | Reti           | Ammonizioni    | Espulsioni     | Presenze | Reti   | Ammonizioni | Espulsioni |
| ---------------- | ------------ | ------------ | ------------ | ------------ | -------------- | -------------- | -------------- | -------------- | -------- | ------ | ----------- | ---------- |
| W. Burger        | 26           | 0            | 5            | 1            | 2              | 0              | 0              | 0              | 28       | 0      | 5           | 1          |
| A. Cabral        | 18           | 14           | 3            | 0            | 1              | 0              | 0              | 0              | 19       | 14     | 3           | 0          |
| G. Cardoso       | 0            | 0            | 0            | 0            | 1              | 0              | 0              | 0              | 1        | 0      | 0           | 0          |
| F. Čalov         | 14           | 4            | 2            | 0            | 0              | 0              | 0              | 0              | 14       | 4      | 2           | 0          |
| C. Chiappetta    | 0            | 0            | 0            | 0            | 1              | 0              | 0              | 0              | 1        | 0      | 0           | 0          |
| L. Chipperfield  | 5            | 1            | 0            | 0            | 1              | 0              | 0              | 0              | 6        | 1      | 0           | 0          |
| E. Cömert        | 9            | 1            | 1            | 1            | 2              | 0              | 0              | 0              | 11       | 1      | 1           | 1          |
| N. Djiga         | 6            | 0            | 0            | 0            | 2              | 0              | 0              | 0              | 8        | 0      | 0           | 0          |
| A. Durrer        | 0            | 0            | 0            | 0            | 2              | 0              | 0              | 0              | 2        | 0      | 0           | 0          |
| S. Esposito      | 23           | 6            | 1            | 1            | 1              | 0              | 0              | 0              | 24       | 6      | 1           | 1          |
| E. Essiam        | 0            | 0            | 0            | 0            | 0              | 0              | 0              | 0              | 0        | 0      | 0           | 0          |
| J. Fernandes     | 18           | 0            | 1            | 0            | 2              | 0              | 0              | 0              | 20       | 0      | 1           | 0          |
| F. Frei          | 34           | 3            | 9            | 0            | 2              | 0              | 0              | 0              | 36       | 3      | 9           | 0          |
| F. Gebhardt      | 0            | 0            | 0            | 0            | 2              | 0              | 0              | 0              | 2        | 0      | 0           | 0          |
| A. Hajdari       | 1            | 0            | 0            | 0            | 0              | 0              | 0              | 0              | 1        | 0      | 0           | 0          |
| A. Hunziker      | 1            | 0            | 0            | 0            | 0              | 0              | 0              | 0              | 1        | 0      | 0           | 0          |
| P. Kasami        | 33           | 4            | 5            | 1            | 0              | 0              | 0              | 0              | 33       | 4      | 5           | 1          |
| N. Katterbach    | 15           | 1            | 2            | 0            | 0              | 0              | 0              | 0              | 15       | 1      | 2           | 0          |
| M. Lang          | 26           | 4            | 4            | 0            | 1              | 0              | 1              | 0              | 27       | 4      | 5           | 0          |
| H. Lindner       | 36           | 0            | 0            | 0            | 0              | 0              | 0              | 0              | 36       | 0      | 0           | 0          |
| S. López Galache | 29           | 2            | 4            | 0            | 3              | 0              | 0              | 0              | 32       | 2      | 4           | 0          |
| D. Males         | 28           | 3            | 0            | 0            | 2              | 1              | 1              | 0              | 30       | 4      | 1           | 0          |
| L. Millar        | 30           | 7            | 2            | 0            | 3              | 1              | 0              | 0              | 33       | 8      | 2           | 0          |
| D. Ndoye         | 29           | 3            | 5            | 0            | 2              | 0              | 0              | 0              | 31       | 3      | 5           | 0          |
| Đ. Nikolić       | 0            | 0            | 0            | 0            | 1              | 0              | 0              | 0              | 1        | 0      | 0           | 0          |
| A. Padula        | 0            | 0            | 0            | 0            | 0              | 0              | 0              | 0              | 0        | 0      | 0           | 0          |
| M. Palacios      | 22           | 1            | 4            | 0            | 3              | 2              | 0              | 0              | 25       | 3      | 4           | 0          |
| S. Pavlović      | 10           | 0            | 3            | 0            | 0              | 0              | 0              | 0              | 10       | 0      | 3           | 0          |
| A. Pelmard       | 33           | 0            | 6            | 0            | 1              | 0              | 1              | 0              | 34       | 0      | 7           | 0          |
| R. Petretta      | 13           | 1            | 4            | 0            | 1              | 1              | 1              | 0              | 14       | 2      | 5           | 0          |
| A. Pululu        | 1            | 0            | 0            | 0            | 0              | 0              | 0              | 0              | 1        | 0      | 0           | 0          |
| J. Quintillà     | 8            | 0            | 2            | 0            | 2              | 0              | 0              | 0              | 10       | 0      | 2           | 0          |
| T. Spycher       | 0            | 0            | 0            | 0            | 0              | 0              | 0              | 0              | 0        | 0      | 0           | 0          |
| V. Stocker       | 27           | 6            | 5            | 0            | 1              | 0              | 0              | 0              | 28       | 6      | 5           | 0          |
| Á. Szalai        | 12           | 4            | 0            | 0            | 0              | 0              | 0              | 0              | 12       | 4      | 0           | 0          |
| K. Sène          | 1            | 0            | 0            | 0            | 1              | 1              | 0              | 0              | 2        | 1      | 0           | 0          |
| T. Tavares       | 18           | 0            | 4            | 0            | 2              | 0              | 0              | 0              | 20       | 0      | 4           | 0          |
| T. Tushi         | 0            | 0            | 0            | 0            | 2              | 2              | 0              | 0              | 2        | 2      | 0           | 0          |
| L. Vishi         | 0            | 0            | 0            | 0            | 0              | 0              | 0              | 0              | 0        | 0      | 0           | 0          |
| T. Xhaka         | 25           | 1            | 9            | 0            | 2              | 1              | 0              | 0              | 27       | 2      | 9           | 0          |
| E. Zhegrova      | 8            | 2            | 0            | 0            | 0              | 0              | 0              | 0              | 8        | 2      | 0           | 0          |